# Tropidia nigricornis
Tropidia nigricornis är en tvåvingeart som beskrevs av Philippi 1865. Tropidia nigricornis ingår i släktet eldblomflugor, och familjen blomflugor. Inga underarter finns listade i Catalogue of Life.